# خوان مايورغا
خوان مايورغا (بالإسبانية: Juan Mayorga) (و. 1965 – م) هو كاتب مسرحي، وكاتب سيناريو، وكاتِب من إسبانيا. ولد في مدريد.

## وصلات خارجية
- خوان مايورغا على موقع IMDb (الإنجليزية)
- خوان مايورغا على موقع قاعدة بيانات الفيلم (الإنجليزية)